# Carlos Charly Macchi
Carlos Marcelo Macchi (La Plata, Argentina, 13 de mayo de 1971) es un exfutbolista y director técnico de fútbol.

## Trayectoria

### Como jugador
Se formó en las divisiones juveniles del Club Atlético Independiente de Avellaneda en el puesto de arquero, para luego continuar su carrera futbolística en diferentes clubes participantes de los torneos regionales que posteriormente se denominaron federal.

### Como entrenador
Sus inicios fueron en el Club Gimnasia y Esgrima La Plata en el año 1992 en el cargo de preparador físico y asistente técnico principal, pasando por todas las divisiones formativas hasta la primera división, finalizando en el año 2006.
En el año 2007 viajó a Ecuador junto a Victor Hugo Marchesini, como asistente técnico principal y preparador físico para conducir al Club Centro Deportivo Olmedo.
En la temporada 2008 al Club Universidad Católica de Quito, 2009 y 2010 al Club Social y Deportivo Macará, en el 2010 y 2011 Club Deportivo Juventud Unida de Gualeguaychú, en el 2011 y 2012 al Club Unión San Felipe de Chile, en el 2014 al Club Atlético Fénix de Argentina.
En el año 2015 fue convocado para desarrollar, coordinar y dirigir las divisiones juveniles en el Club Deportivo Juventud Unida de Gualeguaychú.
En el año 2017 dirigió el equipo de primera que participó en el torneo nacional B, para luego retomar sus funciones como director deportivo hasta fin del 2018.
En el año 2021 regresa al Club Deportivo Juventud Unida de Gualeguaychú, para desempeñarse nuevamente como director deportivo. Finalizando su vínculo en diciembre del año 2022.-
Desde el 16 de mayo de 2023 se desempeña como entrenador principal del Club Mutual Crucero del Norte, equipo que participa del Torneo Federal A del Fútbol Argentino.-

## Desarrollo profesional
| Club                                 | País      | Año         |
| ------------------------------------ | --------- | ----------- |
| Gimnasia y Esgrima La Plata          | Argentina | 1992 - 2006 |
| Centro Deportivo Olmedo              | Ecuador   | 2007        |
| Universidad Católica de Quito        | Ecuador   | 2008        |
| Club Macará                          | Ecuador   | 2009 - 2010 |
| Club Deportivo Juventud Unida (Gchu) | Argentina | 2011        |
| Unión San Felipe                     | Chile     | 2011 - 2012 |
| Club Atlético Fénix                  | Argentina | 2014        |
| Club Deportivo Juventud Unida        | Argentina | 2015 - 2018 |
| Club Deportivo Juventud Unida        | Argentina | 2021 - 2022 |
| Club Mutual Crucero del Norte        | Argentina | 2023        |